# FK Sloga Doboj
FK Sloga is een Bosnische voetbalclub uit Doboj.
De club werd in 1945 opgericht en speelde lang in de regionale competities. In 2022 werd de club tweede in de Prva Liga Federacija Bosne i Hercegovine waardoor Sloga Dobaj in het seizoen 2022/23 voor het eerst in de Premijer Liga speelde.
Vanwege sponsorredenen wordt de club momenteel FK Sloga Meridian genoemd.
Borac Banja Luka · 
GOŠK Gabela · 
Igman ·
Posušje · 
Radnik Bijeljina · 
Sarajevo · 
Široki Brijeg · 
Sloboda Tuzla ·
Sloga Doboj ·
Velež Mostar ·
Zeljeznicar Sarajevo · 
Zrinjski Mostar ·